# (11081) Persäve
(11081) Persäve, désignation internationale (11081) Persave, est un astéroïde de la ceinture principale.

## Description
(11081) Persave est un astéroïde de la ceinture principale. Il fut découvert le 21 mars 1993 à La Silla par le programme UESAC. Il présente une orbite caractérisée par un demi-grand axe de 2,87 UA, une excentricité de 0,05 et une inclinaison de 2,0° par rapport à l'écliptique.

## Compléments